# Nagabergen
Nagabergen är en bergskedja i Indien. Den ligger i delstaten Nagaland, i den östra delen av landet, 1 800 km öster om huvudstaden New Delhi. Bergen löper längs gränsen till Myanmar och utgör en förlängning av Himalaya.
Årsmedeltemperaturen i trakten är 10 °C. Den varmaste månaden är maj, då medeltemperaturen är 14 °C, och den kallaste är januari, med 6 °C. Genomsnittlig årsnederbörd är 3 136 millimeter. Den regnigaste månaden är juli, med i genomsnitt 923 mm nederbörd, och den torraste är januari, med 3 mm nederbörd.